# Sale Creek
Sale Creek statisztikai település az USA Tennessee államában, Hamilton megyében. Lakosainak száma 3021 fő (2020. április 1.).

## Népesség
A település népességének változása:

| 2010 | 2 845 |
| 2020 | 3 021 |